# 大鋸一正
大鋸 一正（おおが かずまさ、1964年 - ）は、日本の小説家。岐阜県出身、多摩美術大学デザイン科卒業。

## 略歴
- 1996年、「フレア」で第33回文藝賞優秀作。
- 2001年、『緑ノ鳥』で第14回三島由紀夫賞候補。

## 作品リスト
- 『フレア』（1996年12月、河出書房新社）
  - 「フレア」（『文藝』1996年冬号）
- 『ヒコ』（1997年6月、河出書房新社）
  - 「ヒコ」（『文藝』1997年夏号）
- 『たまには気ままに』（1998年10月、三心堂出版社）
- 『春の完成』（1999年2月、河出書房新社）
  - 「春の完成」（『文藝』1998年秋号）
- 『緑ノ鳥』（2000年9月、河出書房新社）
  - 「緑ノ鳥」（『文藝』2000年夏号）
- 『O介』（2014年7月、河出書房新社）全国学校図書館協議会選定図書
  - 「O介」（『文藝』2012年秋季号）
  - 関係−未来（書き下ろし）
  - あくび（書き下ろし）
  - ブルーベリー狩り（『文藝』2011年春季号）
  - ドーナツ（『文藝』2014年夏号）
  - スパンコール（『文藝』1997年秋季月号）
  - 日食（書き下ろし）
- 単行本未収録作品
  - 「剥離」（『ユリイカ』2000年4月号）
  - 「八月熱」（『文學界』2003年8月号）
  - 「アリとキリギリス」（『文藝』2006年秋号）